# Gnaphalopoda lesouefi
Gnaphalopoda lesouefi är en skalbaggsart som beskrevs av Britton 1987. Gnaphalopoda lesouefi ingår i släktet Gnaphalopoda och familjen Melolonthidae. Inga underarter finns listade i Catalogue of Life.